# 岐阜放送

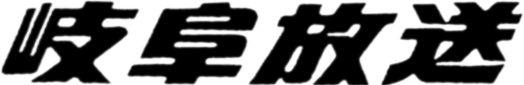
会社のロゴ

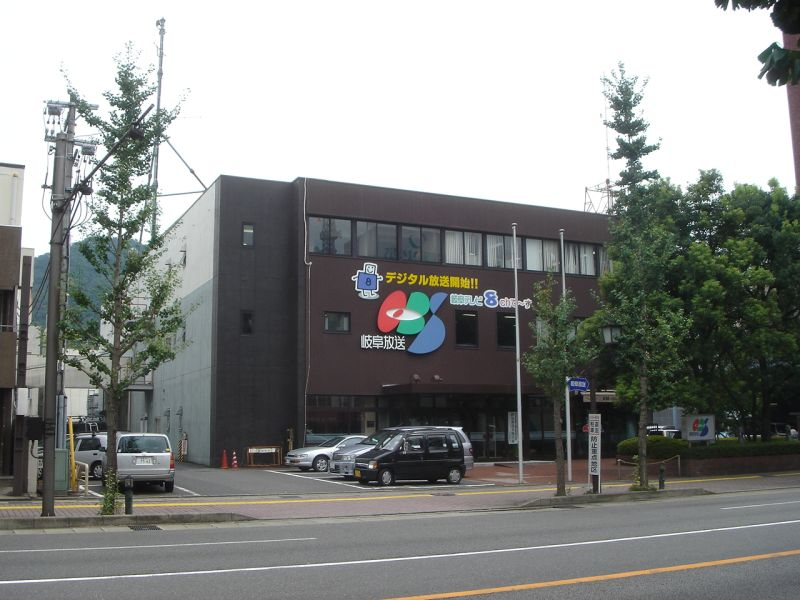
岐阜市今小町にあった旧社屋
（2008年6月に解体：跡地には岐阜新聞社の新印刷工場が建設された。）

株式会社岐阜放送（ぎふほうそう、Gifu Broadcasting System, Inc.）は、岐阜県を放送対象地域として中波放送（AMラジオ放送）とテレビジョン放送を兼営している特定地上基幹放送事業者である。
略称はGBS、愛称は「ぎふチャン」で現在は番組表表記などで主に後者が使用される。ラジオ・テレビともに独立放送局である。

## 放送局概要

### 概説・歴史
1962年（昭和37年）9月、地元の地方紙である岐阜新聞社（当時は岐阜日日新聞社）により完全子会社「ラジオ岐阜」として設立。同年12月24日に全国45番目にラジオ放送を開始した。
きっかけとなったのは、1959年（昭和34年）に発生した伊勢湾台風以降に、当時存在した県域ラジオ局の「ラジオ東海」 が、三重県域のラジオ局「近畿東海放送」（旧・ラジオ三重）と合併し、中京圏広域ラジオ局である東海ラジオ放送（1960年（昭和35年）4月開局）となったことや、NHK岐阜がNHK名古屋から配信されている番組をそのまま放送していたため、大規模な自然災害などが起きた時に岐阜県を主体とした報道機関がないことへの不安からと言われていたためであった。1964年には、高山中継局（720KHz）を開局。恵那、下呂、萩原、多治見中継局も順次開局し、1973年までに岐阜県をほぼ全てカバーすることに成功。
1968年（昭和43年）8月にテレビ放送事業を開始するにあたり、現在の岐阜放送に改称した。なお、日本初のUHF民間放送局として開局した。この時の呼称は、ラジオ岐阜・岐阜テレビだった。その後1970年代に社名に合わせ、岐阜放送テレビ・岐阜放送ラジオに呼称を変更。
1976年より「はたちの献血チャリティテレソン」をテレビで開始した。その後、テレソンの形ではなくなったが、チャリティイベントは今日まで続いている。なお1986年頃、チャリティテレソンの一環として岐阜放送としては初の通信衛星による生中継を、当時の徳山村から行った。
1992年（平成4年）4月から、岐阜テレビ・岐阜ラジオというテレビ・ラジオごとの新たな呼称が採用された。後にラジオは、系列の岐阜新聞社も出資するエフエム岐阜（FM GIFU）を意識してか、「AM岐阜ラジオ」に呼称を変更している。また、GBS岐阜放送のロゴも一新された。そしてこの年に、テレビ放送にコンピュータ管理送出システムEDPSを導入した。
1995年（平成7年）10月1日には、テレビでの音声多重放送を開始。
1997年（平成9年）、テレビ放送に遅れてラジオ放送にもコンピュータ管理送出システムEDPSを導入。また、ラジオ深夜放送「ラジオバイキング」がスタート。24時間放送が開始された。
1999年、岐阜新聞飛騨総局内にテレビスタジオを開設する。
2005年（平成17年）、開局以来初のマスコットキャラクター・はちゃ丸が登場。４月には、デジタルテレビ放送開始した。その後、2006年4月には、ワンセグ放送が開始。
2007年（平成19年）、開局45周年を機に、岐阜市今小町（市役所などが立ち並ぶ岐阜市中心街。岐阜新聞社の隣）からJR東海岐阜駅前に建設された再開発ビル「岐阜シティ・タワー43」（2007年（平成19年）10月13日オープン）の4階フロアへ本社を移転。同年11月11日の11時11分11秒より放送を開始した。これに先だち、同年10月1日より同局の通称をぎふチャンとし（社名は変更なし）、テレビ・ラジオの番組表での表記も変更された。ただし、現時点では正式名称の「岐阜放送」が放送局名として番組で使用される例もみられる。また公式サイトも一新され、トップページのミニ画面で「ぎふ100%」などのCMが視聴できる他、一部アナウンサーの日記を掲載し始めるなど、以前よりも内容が充実した。
2011年（平成23年）7月24日の地上デジタル放送完全移行を機に、新キャラクターの「UPるんチャン」が登場した。
2013年（平成25年）4月1日、テレビ・ラジオ兼営民放局だった中部日本放送が、ラジオ放送事業をCBCラジオに分社したため、中京広域圏における唯一のテレビ・ラジオ兼営民放局となった。
2013年（平成25年）12月9日には堀江博海が代表取締役社長に就任したが、同じく就任した岐阜新聞社での騒動により4日後に辞任に追い込まれ、約1年間にわたり社長職は空席になっていた。しかし、2014年（平成26年）12月8日に常務だった森田順子が社長職に昇格させる人事を発表したことで終息した。なお就任当初、森田は全国の民放連加盟テレビ局の中で唯一の女性社長だった。
以上の経営上の混乱を収束させる過程で、長らく競合関係にあった中日新聞社が資本参加している。
2017年3月、「ぎふチャンショップ」事業をスタートさせる。セブン-イレブン岐阜柳ケ瀬店内に１号店オープン。
2018年3月10日、ワイドFMによる本放送開始。2020年6月、テレビデータ放送による災害関連情報を強化した。

### 備考
テレビとAMラジオの事業者としては珍しく、報道局を持っていないため、岐阜新聞社に報道取材の委託をしている。そのため、ニュース番組とニュース速報は、必ず岐阜新聞の製作協力であることの旨が添えられている。
GBSラジオの業務のほとんどが関連企業の岐阜新聞岐阜放送クリエイトに業務委託されていて、GBS社員がラジオの業務に関わるのはアナウンサーと管理責任者のみである。
放送エリアの岐阜県は南北に広いため、本社以外に高山市にもラジオ・テレビ兼用のスタジオを置いている。前者では独自に番組も制作されており、以前は専属のアナウンサーを配置していたが、後にひだ高山総局長が務めることになった。

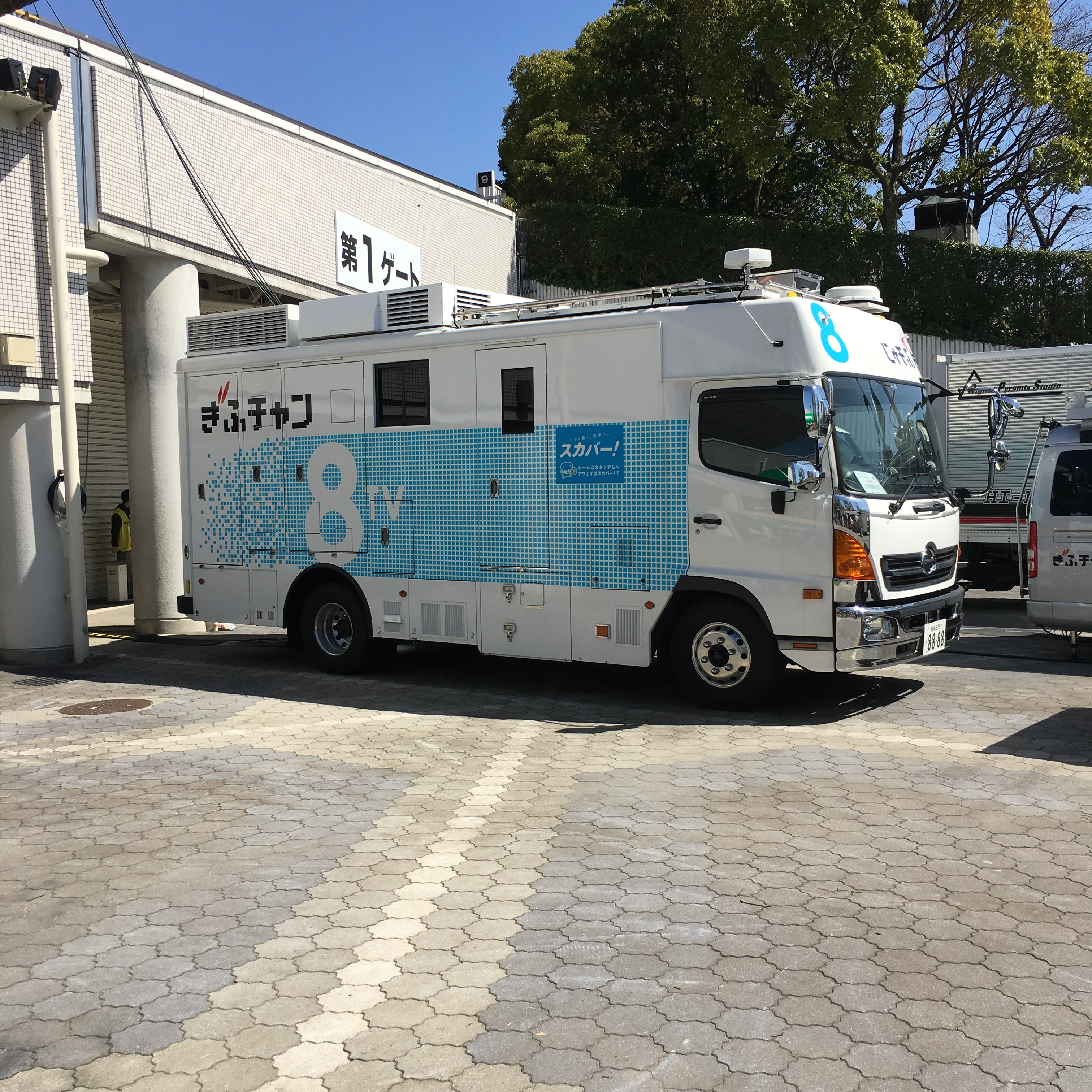
ハイビジョン対応のテレビ中継車

### 関連企業
- 岐阜新聞岐阜放送クリエイト株式会社[5]
- 株式会社岐阜新聞社

### 本社所在地
- 岐阜県岐阜市橋本町2丁目52番地　岐阜シティ・タワー43 4階

### 支社・総局
出典:
- 飛騨國アニバーサリーステーション - 岐阜県高山市上切町26番3号
- ひだ高山総局 - 岐阜県高山市名田町5丁目95番12号
- 東京支社 - 東京都中央区銀座7丁目13番8号　第2丸高ビル6階
- 大阪支社 - 大阪府大阪市中央区北浜4丁目1番21号　住友生命淀屋橋ビル8階
- 名古屋支社 - 愛知県名古屋市中区栄4丁目16番8号　栄メンバーズオフィスビル7階

### キャッチコピー
現在
- ぎふ100%（2020年10月1日から）

県民のため・県民主役の放送局であり続けるために、『ぎふ100%宣言』を策定したことから、採用された。
後述のとおり、本キャッチコピーはかつて2007年から2011年にかけて使用されており、約9年ぶりの再制定である。
過去
- とことん!岐阜放送
- Hotして岐阜放送
- ぎふ100%（2007年10月 - 2011年12月23日）

イメージTVCMは開始当初、飛騨牛を焼きながらのバージョンと奥飛騨の温泉郷の温泉の湯と2バージョンのみであったが、後に朴葉味噌バージョン、はつしもバージョンなども加わった。
- ぎふチャンス!Go!（2011年12月24日から2012年12月23日まで）

同局の開局50周年PR等で使用された。
- Station by Station（2012年12月24日から2020年9月30日まで）

同局が岐阜駅等に隣接していることから、このキャッチフレーズになった。

## 資本構成
企業・団体は当時の名称。出典：

### 2021年3月31日
| 資本金 | 発行済株式総数 | 株主数 |
| ------ | -------------- | ------ |
| 30億円 | 600,000株      | 100    |

| 株主         | 株式数    | 比率   |
| ------------ | --------- | ------ |
| 岐阜新聞社   | 284,460株 | 47.41% |
| 岐阜県       | 102,000株 | 17.00% |
| 十六銀行     | 024,400株 | 04.06% |
| 大垣共立銀行 | 012,800株 | 02.13% |
| 中日新聞社   | 012,000株 | 02.00% |
| 岐阜市       | 010,926株 | 01.82% |
| 岐阜信用金庫 | 010,000株 | 01.66% |

## テレビ
どの系列にも属したことがなく、全国独立放送協議会に加盟している。古くからテレビ東京と関係が深く、同局の番組を多く放送していることが特徴だが、正式な系列局ではないため、『ワールドビジネスサテライト』など少数のネットセールス番組を除いて、同時ネットであってもCMは差し替えている（東海地方では、三重県の三重テレビと同様の位置付けにある）。
隣接する愛知県には、テレビ東京系列局のテレビ愛知があるが、名古屋の民放を親局以外から受信している地域（東濃・飛騨地方など）では同局が受信できない場合が多いため、実質テレビ東京系列局の代わりとして視聴されているケースが多い。しかし、地上デジタル放送への完全移行などにより、2011年（平成23年）10月の改編でテレビ東京からの同時ネットが大幅に削減され、ニュース番組も『ワールドビジネスサテライト』のみ（のちに『ニュースモーニングサテライト』のネットを再開）に絞られた。空いた枠の大半では、自社制作枠（主に通販番組）や他系列番組（配給番組含む）に転換している。その後の改編においても、度々同時ネットの見直しが行われ、2013年（平成25年）4月の改編では、長らく行われていたアニメ番組の同時ネットが完全に撤廃された。2022年（令和4年）4月の改編では、『ポケットモンスター』が同時ネットへ移行したことに伴い、9年ぶりにテレビ東京からのアニメ番組の同時ネットが復活した。2024年（令和6年）秋の改編で テレビ東京制作の夕方の全国ニュース「ゆうがたサテライト」(月～金16:54～16:59)のネットを開始した。
当局の本社送信所から愛知県西尾張地区や三重県北勢地区へは山などの遮るものは一切ないが、テレビ電波はその方向へのスピルオーバー（越境送信）が抑えられていることなどから、岐阜県外での視聴者は少なく、テレビ愛知の開局以降もテレビ東京の番組購入に制限が掛けられていない。これは、愛知県の大半にスピルオーバーが及んでいる三重テレビのほか、テレビ大阪の開局以降におけるサンテレビやKBS京都とは対照的な特徴である。
隣接する三重テレビとは異なり、平日に30分以上自社制作で放送する帯番組が2022年（令和4年）現在放送されていない。また、サブチャンネルを用いたマルチ編成も定時番組では行っていない。
2024年（令和6年）4月5日から一部の自社制作番組について、在京民放キー局5社が共同運営している動画配信サービス「TVer」への供給を開始した。

### 送信所・中継局

#### デジタル
- 岐阜 JOZF-DTV 30ch（リモコンキーID 8） 500W（最大実効輻射電力 1.45 kW､放送区域内世帯数 568,835世帯）[16]
- 中濃 32ch 10W
- 中津川 32ch 20W
- 長良 30ch 2W
- 高山 30ch 20W
- 土岐南 30ch 3W
- 下呂 30ch 3W
- 郡上八幡 30ch 10W
- 神岡 30ch 1W
- 流葉 32ch 300 mW
- 坂下 32ch 1W
- 付知 32ch 1W
- 明智 30ch 1W
- 多治見 30ch 1W（垂直偏波）
- 土岐 30ch 300 mW（垂直偏波）
- 瑞浪 30ch 1W
- 加子母 37ch 300 mW
- 中野方 30ch 300 mW
- 白鳥 32ch 1W
- 芥見 30ch 1W
- 美濃 30ch 300 mW
- 各務原 42ch 1W
- 多治見姫 30ch 50 mW（垂直偏波）
- 鵜沼宝積寺 32ch 50 mW

#### アナログ
2011年7月24日放送終了時点
- 岐阜 JOZF-TV 37ch 映像5kW / 音声1.25 kW（2011年7月24日放送終了）
- 中濃 41ch
- 高山 38ch
- 下呂 38ch
- 郡上八幡 38ch
- 白鳥 47ch
- 中津川 28ch
- 多治見 61ch
- 坂下 60ch
- 土岐南 42ch
- 神岡 41ch
- 流葉 37ch
- 日野 56ch
- 土岐 62ch
- 中野方 61ch
- 多治見平和 62ch
- 明智 62ch
- 瑞浪 61ch
- 加子母 45ch

#### 放送エリア
なお、愛知県内では3つのケーブルテレビ で区域外再放送が行われている。

### 放送時間などの移り変わり
開局当初は番組ソフトが今日のように充実していなかったこともあり、準全日放送で、NET（日本教育テレビ）の番組をネットしたほか（後に結成されるANNには非加盟）、『岐阜放送ニュース』の名前で『NHKニュース』を放送していた。また、『岐阜日日新聞テレビ速報』と題した県内ニュースが1日数回放送された。また、開局間もない頃は「県民総タレント」というコンセプトを掲げ、視聴者参加型番組の制作に力を入れていたこともある。
中京テレビと名古屋テレビの変則クロスネットが1973年の春季改編で解消され、東海地方のテレビネットワークが整理されたのを機に、平日は放送を17時前から夜間にかけてしか行わなかった時代もある（土日は準全日放送）。なおこの時期から1992年頃まで系列の岐阜日日新聞（現・岐阜新聞）の本局の番組表では、放送開始までは中継局案内と広告で埋めていた（競輪中継等が日中にある場合も同様）。
その後平日については、1985年頃に共同通信社から文字ニュースを受けるようになったことをきっかけに放送開始が昼前となり、1992年4月改編でテレビ東京の『ほのぼのワイド』のネット開始をきっかけに9時に、更にテレビショッピングや演歌などの音楽番組や、放送番組センターを通じての配給番組なども増えたことで、段階を追って繰り上げられた。
2004年12月1日からは日曜を除き24時間放送を開始したが、2012年4月2日より土曜を除いて取り止め、残る土曜も同年10月の改編で翌朝3時（27時）終了となり、一旦中断された。その後、翌2013年10月以降は平日が原則4時放送開始、翌日3時終了の23時間放送による「準終夜放送」（終了後もメンテナンスに伴う停波を行う場合以外、テストパターンのカラーバーと信号・音楽を送出しているため、事実上終夜放送である）、土曜日は完全終夜放送（日曜日付けへの切り替えは4時起点）に戻ったが、2015年度からさらに放送休止時間が縮小され、平日は曜日によって若干のずれがあるものの原則3:45開始～翌朝3時終了の23時間15分、日曜は4時開始（起点）～翌日1:50終了の21時間50分の放送となっている（土曜は従来通り完全終夜放送）。2016年秋季の改編では、日によっては3:30（27:30）で前日付けの放送を一旦終えてから、カラーバーなどの試験電波を流し、3:45に当日の放送を開始するというほぼ完全終夜放送に近い状態に戻る日も増えている。
2022年度4月期の改編においては、土曜深夜（日曜未明）は終夜放送であるが、それ以外は2:30（日曜深夜=月曜未明のみ2:00）で名目上の放送終了となったのち、原則4:30（月曜5:00、土曜3:30）の名目上の放送開始まで「気象情報」がフィラー番組扱いとされ、実質的な24時間放送として機能している。
「ぎふチャン」の呼称の使用される前、ニュース速報は『岐阜新聞ニュース速報』と称し、「ピーッピーッピーッ、ピーッピーッピーッ」という信号音（音階は全て「ド」）が鳴らされていたが、「ぎふチャン」の呼称誕生以降は『ぎふチャンニュース速報』の名称で、テレビ朝日や系列各局で広く使用されているチャイム音に変更された。
開局当初から1990年代、1日の開始・終了時には「明るい話題をお茶の間に、身近なニュースをより早く、（考えるドラマを若者に）、新しい話題を提供するGBS岐阜放送テレビ」というスローガンが放送されたことがあった（カッコ内は終了時のみ）。

### テレビネットワークの移り変わり
- 1968年8月12日 - 日本初のUHF親局として、岐阜県県域でのテレビ放送を開始。NHKとNETテレビの番組を中心に編成。
- 1969年10月1日 - 東京12チャンネル・毎日放送の番組のネットも開始。
- 1970年3月31日 - NHKのニュース番組のネットを打ち切った[注釈 10][18]。
- 1973年4月1日 - 名古屋テレビがANNフルネット局に統一されたため､NETテレビの番組を同局からの編成漏れ分など一部例外を除き打ち切った。当時の準キー局毎日放送、東京12チャンネルネットの番組を中心に残す。この頃から、他の在名局の意向で放送されない番組を除き、事実上東京12チャンネルの系列局のような編成となる。
- 1975年3月31日 - 東阪ネット再編により､毎日放送の番組放送を打ち切った。近畿放送・サンテレビ・tvk・千葉テレビなど独立局間の番組ネットが増加。
- 1983年9月1日 - テレビ愛知の開局により、テレビ東京系列番組をほぼすべて放送できるようになる。現在は独立局ながら、番組の編成ではテレビ東京系に近いが、関東・関西の独立局の傾向と同様に、開局から一部に限りフジテレビ・関西テレビ・日本テレビ・読売テレビの番組もネットしている。
- 2011年10月2日 - この日をもって、スポンサードネット番組である平日の『ワールドビジネスサテライト』（WBS）のみを残し、長年放送してきたテレビ東京からのニュース番組（スポーツを含む）のネットを打ち切った。

### スタジオ

#### 現在使用しているスタジオ
- 本社（岐阜シティ・タワー43）
  - テレビスタジオ
  - ニューススタジオ - オープンスタジオ（ガラス張り）になっており、タワー43のフロア側から観覧が可能。
- 岐阜新聞 各総局
  - 高山スタジオ（高山市・ひだ高山総局） - 1999年設置。

このほか、夕方のワイド番組では岐阜新聞本社からの中継がある。

#### 過去に使用していたスタジオ
- 今小町・旧本社
  - テレビスタジオ
  - ニューススタジオ - 一般的なテレビスタジオに比べ非常に小さいスタジオ。
- 多治見スタジオ - 多治見市・岐阜新聞社東濃総局内。

### お天気カメラ設置場所
- 岐阜市 - 本社が入居する岐阜シティ・タワー43の屋上（2007年11月11日頃から運用開始）ほか岐阜市内各所（岐阜メモリアルセンター周辺や岐阜長良川周辺など）に設置。
- 高山市 - 高山市・中橋近くに設置。

### デジタル放送について
地上デジタル放送は2005年4月1日から開始。リモコンキーIDは「8」だが、この番号はもっぱら原則としてフジテレビを筆頭に系列各局が使用しており、独立局はもとよりフジテレビ系列以外で唯一使用している。地元の系列局である東海テレビがID「1」、東海3県のNHKがID「3」とかつてのアナログ放送時代の親局と同じ番号を継続使用したことで空いたID「8」を獲得したことによる。
当初はハイビジョン対応の番組は皆無に等しく、『開運!なんでも鑑定団』やごく一部の特別番組に限られていた。自社制作番組では画面比4:3・標準画質映像のアップコンバートによる放送が続き、前述以外のテレビ東京の番組はサイドカット状態で放送された。その後、2006年6月3日夕方放送の『TXNニュース』、6月4日放送の『スポーツ魂』を皮切りに試験的にハイビジョンで放送、6月11日のプロ野球中継（ロッテ対巨人戦）ではハイビジョンに加えて5.1chサラウンドステレオで放送された。 同年7月からは、テレビ東京発のハイビジョン対応番組に限り、正式にハイビジョン放送を始めた。なお、生放送による自社制作番組ではやや対応が遅れ、2007年11月11日より順次ハイビジョン化された。新マスターの運用は同年12月1日より開始した。
2008年1月8日までは原則として画面比4:3の識別信号が入っていており、いわゆる額縁放送にはならなかった（CM中やテレビ東京発の同時ネット番組を除く）。翌1月9日からは識別信号が付加されなくなり、16:9以外の番組は全て額縁放送となっていた。ただし、同日より同時ネット番組に限り字幕放送に対応し（実際はマスター移行前からも非公開ながら対応）。同年2月11日付以降の新聞の番組表で該当する番組にマークが付けられている。
2009年1月12日からは、アナログ放送では「アナログ」マークを画面右上に表示。原則として平日は16時51分から24時45分までの番組、土曜は18時 - 25時、日曜は18時 - 24時に放送される番組で、CM中と通販番組を除き常時表示された。
データ放送では、岐阜県から送られてきた情報を元に、各河川などの現在の状況を水位や静止画で確認できるシステムを2006年4月より運用している。自治体と放送局が連動し、データ放送を通じて防災情報を提供する試みは当局が初めてである。また、データ放送内に広告を表示させる方式を採用したのも同局が初である。なお、かつてはテレビ東京発の同時ネット番組のうち、モノラル音声の番組において、アナログでも地デジと同様にモノステレオ音声で放送される場合があった。
2008年10月21日以降は、画面右上にチャンネルロゴ表示（「ぎふチャン」ロゴ）を表示している。2010年1月からは、それまでのロゴの右に「はちゃ丸」を添えたものに更新された。2010年5月中旬から6月13日までは、第30回全国豊かな海づくり大会が岐阜県で開催されるのに伴い、はちゃ丸の代わりに大会のキャラクター「ヤマリン」を配したものが使用された。地デジ完全移行の2011年7月24日以降は、前述の通り新たに登場したキャラクター「UPるんチャン」が「ぎふチャン」ロゴと共に表示されている。同年12月24日から2012年12月23日までの一年間は、「開局50周年」を記念してその文字が加えられた。翌12月24日以降は「ぎふチャン」ロゴのみの表示となっている。
なおGBSテレビでは、提供スポンサー紹介時にもウォーターマークを表示したままにしている。
サービスエリア（視聴範囲）
- 岐阜県のほぼ全域
- 愛知県北西部（一宮市付近）
- 長野県西部・南部
- 富山県西部のごく一部
- 石川県西部のごく一部
- 福井県嶺北東部の一部
- 滋賀県北東部のごく一部
- 三重県北部のごく一部

### アニメ番組放映事情
同局では、テレビ東京から長年ゴールデンタイムのアニメ番組（およびドラマ番組）の同時ネットを積極的に行ってきた。バラエティ番組などとは違って、物語が連続する上にスポンサーの影響力が大きいアニメやドラマの場合、野球中継などの独自の特別番組を組むと必ず振替措置が必要となるため、系列局以外で同時ネットを受けることは珍しいのである。特番を組んだ場合は別の曜日や時間帯に振り替えられるが、該当する回が1話完結のエピソードであったり、どうしても番組枠の都合が付かなかったりする場合は、放送されることなく「返上」となり、次の回に進むことがある。改編によりテレビ東京側で放送日時の変更があった場合、以降の放送を継続するのか打ち切りになるかは番組によって対応が異なる。また、同時ネット枠に移動してきた事によって、途中からネットを開始した事例もあった。ちなみに「キャプテン翼 (アニメ)」の場合、野球中継で同時ネットできない場合は翌週水曜 18:30 - 19:00に放送していた。
一方で、2000年代後半以降は深夜帯にもアニメ番組（Wikipediaにおける「UHFアニメ」）を放送していた。岐阜県を含む在名広域圏では、UHFアニメはテレビ愛知でネットされる作品が圧倒的に多く、当局で放送されるのは毎クール当たり数本程度に限られる。2016年までは主にKADOKAWA（角川書店）が関与している作品を、名古屋市やその周辺で受信できる地域が多い三重テレビとセットでネットする事例がほとんどであった。2017年以降、KADOKAWA関与のアニメはテレビ愛知で放送されるケースが増え、三重テレビと共に深夜アニメは散発的な放送に留まっていたが2025年以降は一部のKADOKAWAアニメのレギュラーネットが再開されている。
2022年7月以降はツインエンジンが関与している作品を同局のみで放送するケースが増えている。
この他深夜アニメが当局では夕方枠など全日帯で流れるケースもある。特に2018年 - 2019年及び2021年は積極的に放送しており、平日夕方のアニメ枠のうち1 - 2本がテレビ東京系深夜アニメの放送枠となっていた。2024年時点では金曜19:25枠にてテレビ東京系の他独立局系の深夜アニメを流すケースが増えている。
シリーズ物の作品に関しては、全てのシリーズを放送する作品もあれば、最初のシリーズのみ放送したり続編から放送する作品もあるなど、作品により対応が異なる。UHFアニメの場合、最初のシリーズがテレビ愛知で流れて続編が当局に移動したり、逆に続編がテレビ愛知に移動する作品も少なくない。
2022年4月期には木曜19・20時台に昭和 - 平成初期に流れた往年の名作アニメを4本連続で流す枠を設定した。当枠はぎふチャン開局60周年記念番組の位置付けだが、2023年4月以降継続する3番組のうち20時台の2本は同じ放送時間を継続、1本は金曜夕方枠に移動した（いずれも記念番組の肩書きは外れた）。
東海3県の民放テレビ局では唯一、テレビアニメの製作委員会に参加した実績がない。

## 主なテレビ番組
現在の番組の詳細は、公式サイトのテレビ番組表を参照。太字は文字多重放送実施番組。

### 自社制作番組
- ぎふサテ!（月曜 - 金曜 16:59 - 17:15）
- ぎふクリップ（月曜 - 木曜 22:58 - 23:03、金曜 22:54 - 22:57、土曜 21:54 - 22:00、日曜 20:45 - 20:51）
- 発信!UPるんチャン（月曜 - 金曜 18:15 - 18:20、木曜（水曜深夜）1:35 - 1:40）
- 情報FRESH（月曜・水曜 18:20 - 18:25/火曜　- 水曜 23:06 - 23:10/木曜 20:54 - 20:58、21:56 - 22:00、23:55 - 24:00 / 金曜 18:50 - 18:55 / 日曜 23:25 - 23:30）
- ビズサテ!ひがしみの（月曜 21:57 - 22:00）
- 煌めく岐阜（月曜 23:03 - 23:06）
- 辰巳彰のザッツ炎歌（火曜 7:00 - 7:30）
- あなたの街から・岐阜市（火曜 18:20 - 18:23、隔週土曜 12:25 - 12:28）
- 岐阜の名景（水曜 21:57 - 22:00）
- 美の精華（日曜 20:30 - 20:45）[注釈 18]
- めっちゃぎふわかるてれび（金曜 21:05 - 21:54）
- マーサ21プレゼンツ こころ、動く、出会いを（金曜 19:57 - 20:00）
- スギ薬局presents教えて!薬大先生（金曜 21:54 - 21:58）
- あなたの街のUPるんチャンガイド（金曜 22:57 - 23:00）
- めっちゃぎふセレクション（土曜 12:00 - 12:25）
- キラめく!にじいろキッズ（土曜 20:54 - 20:58）
- 岐阜の宝もの　小坂の滝めぐり（日曜 20:45 - 20:54）
- 辰巳彰のザッツ炎歌 セレクション（土曜 6:30 - 7:00）
- 大森和代の渡る世間にご縁あり(トーク番組)［第1週］（日曜 8:00 - 8:30、22:00 - 22:30）
- Robinのくらし快適リフォーム!（第1・3日曜　20:54 - 21:00）[注釈 19]
- 飛騨美濃～彩りの四季
- ぎふチャン 県・市政テレビ番組
  - 県議会だより（字幕付き・不定期）
  - ぎふ県政ほっとライン（木曜 18:20 - 18:25、手話放送・データ放送）[19]
  - ぎふ県だより（金曜 21:00 - 20:05、手話放送）[19]
  - 岐阜市版withコロナ（不定期）
  - みんなで学ぶ防災・減災（2020年7月22日、10月21日、2021年2月3日・19:30）
  - 髙木先生と親子で学ぶ防災・減災（2021年7月15日、11月18日、2022年2月17日・18:00）
  - 進め！防災探検隊（2022年7月14日、11月10日、2023年2月9日・18:00）
  - 岐阜県で発生しやすい災害やその特性を知る（2023年8月31日・18:00）

#### 単発・季節番組
- 新春筝曲
- 新春吟詠吟舞
- 新春メッセージ
- 新春特別番組
- ザ・トップ
- RIZIN[注釈 20]
- B3リーグ[注釈 21]
- JD.LEAGUE[注釈 22]
- 全国高等学校サッカー選手権大会（日本テレビなど民放43社共同制作）
  - 全国高等学校サッカー選手権岐阜県大会
- 夏の高校野球・岐阜大会 - 岐阜長良川球場で行われる試合を生中継で放送。最大延長時間設定あり[注釈 23]。
- 岐阜県議会・岐阜市議会の生中継（不定期） - 解説は岐阜放送記者が担当。
- Jリーグ・FC岐阜の試合の生中継（不定期）[注釈 24]
- 岐阜県公立高校入試関連番組[注釈 25]
- 選挙関連番組〔政見放送（国政選挙）、開票速報番組（国政、市町村）〕
- 岐阜県学童野球大会・試合中継（準決勝以降）
- 高橋尚子杯ぎふ清流ハーフマラソン
- 東建ホームメイトカップ
- 岐阜オープンクラシック
- ぎふ信長まつり - 2022年には信長公騎馬武者行列に映画「レジェンド&バタフライ」の公開を記念して俳優の木村拓哉（信長役）及び伊藤英明（福富平太郎定家役）が参加することになった。この行列に観覧応募が殺到し、急遽同年11月6日13:00 - 14:30に生中継した。ツイッターでは「ぎふチャン」がトレンド入りするほどだった[20]。
- ぎふ長良川花火大会 - 以前は長良川全国花火大会を毎年夏に岐阜放送にて生放送をしていたが、大会中継の最後の放送では、BS11と同時放送で[21]、オカダミノル、吉田早苗の司会の元に、杉山幹夫（元岐阜放送会長）、須田亜香里、北野瑠華、太田彩夏をゲストに迎えて放送した。2020年から新型コロナの拡大により、大会が中止されたが、2023年8月11日に生放送が再開され、司会は東千晴、ゲストにふかわりょうとプリマステラを迎えて放送。

### 他局からのネット番組

#### 同時ネット（すべてテレビ東京系）
同時ネットの番組では、報道番組を除き原則として文字多重放送が実施される。
帯番組
- ゆうがたサテライト（月曜 - 金曜 16:54 - 16:59）
- ワールドビジネスサテライト（月曜 - 木曜 22:00 - 22:58 / 金曜 23:00 - 23:58）

月曜
- YOUは何しに日本へ?（18:25 - 20:00）
- JAPANをスーツケースにつめ込んで!～世界に日本を持ってった～（20:00 - 20:54）
- 世界!ニッポン行きたい人応援団（20:54 - 21:54）
- ドラマプレミア23（23:06 - 23:55）

火曜
- 火曜エンタ（18:25 - 19:54）
- ありえへん∞世界（19:54 - 20:54）
- 開運!なんでも鑑定団（20:54 - 21:54[注釈 26]）

水曜
- ソレダメ!〜あなたの常識は非常識!?〜（18:25 - 19:54）
- 世界を救う!ワンにゃフル物語（19:54 - 21:00）
- 何を隠そう...ソレが!（21:00 - 21:54）

木曜
- タクシー運転手さん一番うまい店に連れてって!（18:25 - 19:58）
- 有吉の深掘り大調査（19:58 - 20:54）
- ナゼそこ?+（20:58 - 21:54）
- 日経スペシャル カンブリア宮殿（23:06 - 23:55）

金曜
- ポケットモンスター（18:55 - 19:25）
- 所さんの学校では教えてくれないそこんトコロ!（20:00 - 21:00）
- 日経スペシャル ガイアの夜明け（22:00 - 22:54）

土曜
- 土曜スペシャル（18:30 - 19:54[注釈 27]）
- 出川哲朗の充電させてもらえませんか?（19:54 - 20:54[注釈 27]）
- 出没!アド街ック天国（21:00 - 21:54）

#### 時差ネット
帯番組
- 片っ端から喫茶店（火曜 - 金曜 9:00 - 9:30・テレビ大阪制作）
- 昼めし旅（月曜 - 水曜 11:00 - 11:30）
- 好きなオトコと別れたい（火曜 - 金曜 13:30 - 14:00・テレビ大阪制作）
- マイグラフ 傑作選（月曜 - 金曜 14:45 - 15:00）
- 西国三十三所 観音巡礼 祈りの旅（月曜 - 金曜 16:00 - 16:25・KBS京都制作）

月曜
- 新歌謡曲の匠（8:00 - 8:30）
- シナぷしゅ（9:00 - 9:30）
- 歌謡アップデート（13:30 - 13:45・群馬テレビ制作）
- 川井聖子と高島レイラの歌の彩は（13:45 - 14:00・テレビ埼玉制作）
- ドラマプレミア23・レプリカ 元妻の復讐（23:06 - 23:55）

火曜
- スーパーハイスクールTV（0:30 - 0:30（月曜深夜））

水曜
- MOTOR ZONE TV（0:00 - 0:30（火曜深夜））
- ぬきたし THE ANIMATION （水曜 2:30 - 3:00（火曜深夜））※三重テレビでも放送。
- ミュージック・シャワー（7:00 - 7:30 / （再放送）木曜 5:00 - 5:30・千葉テレビ制作）[注釈 28]

木曜
- ケンコバのバコバコナイト（水曜深夜 0:40 - 1:35）
  - ケンコバのバコバコテレビ（前身）
- New PANTY & STOCKING with GARTERBELT（2:10 - 2:40）
- 竹島宏の歌MAX（7:00 - 7:30）
- 推しを召し上がれ〜広報ガールのまろやかな日々〜（11:00 - 11:30）

金曜
- ごりやくさん（金曜 5:00 - 5:30[注釈 29]・KBS京都制作）
- うたなびMAX!!（7:00 - 7:30、（再放送）日曜 6:00 -6:30・日音制作）
- なれの果ての僕ら（9:00 - 9:30）
- おとな旅あるき旅（11:00 - 11:30）
- 童謡コーラス♪名曲大合唱（12:30 - 12:45）
- 大木あつしと戸子台ふみやのここ一番の歌謡曲（12:45 - 13:00・テレビ埼玉制作）
- 天穂のサクナヒメ（19:25 - 19:57）
- 有吉バラエティ（20:00 - 20:54）

土曜
- アイドル青春TV（0:30 - 1:00）- 通信制高校・スーパーハイスクール[22]のテレビ番組
- 飯尾和樹のずん喫茶（9:00 - 9:30）
- 新美の巨人たち（14:00 - 14:30）
- アップグレードゴルフ（22:30 - 23:00）

日曜
- CM INDEX（1:00 - 1:30（日曜深夜））[注釈 30]
- 男子ごはん（14:00 - 14:30）
- 家、ついて行ってイイですか?（19:00 - 20:00）
- THEフィッシング（21:30 - 22:00）（テレビ大阪制作）
- 新・ええじゃないか～いい旅いい発見～（22:30 - 23:25）（三重テレビ制作）

#### 不定期・その他
- 学べる！超社会科見学（2025/8/11）※BS10制作
- 参議院選挙区選出議員候補者 政見放送「岐阜県選挙区」
- 報道特別番組 参院選ぎふ
- THEカラオケ★バトル
- （秘）衝撃ファイル
- 所でナンじゃこりゃ!?
- 激録・警察密着24時!!
- 決定版!巨大マグロ戦争
- 日曜セレクト - 日曜ビッグバラエティ・テレビ東京の単独番組・ジャパネットたかたテレビショッピング[注釈 31]・特別番組などの放送枠
- 日本ふるさと百景（再放送・字幕放送）
- 欧州ワイン紀行（再放送）
- RIZIN 完全版 - 収録した試合の模様を放送。
- 演歌百撰
- ボートレース中継（TOKYO MX制作）
- おすすめ!行楽大事典（チューリップテレビ制作） - 年1回の特番
- クニちゃんの昭和ほろ宵紀行 - 平野紙器社長の平野訓弘がゲストを迎えて昭和の良き時代を振り返りつつ、思い出話をする番組。
- バローお子さまランチコンテスト
- チャリティースペシャル - ぎふチャンで1976年から続くチャリティー企画の一環。毎年「チャリティースペシャル」と題し、人や社会、地域のために活動する岐阜県内の団体を紹介する。
- ダイナミックナイター - プロ野球中継。他の独立局またはテレビ東京からのネット
- ぎふチャンシアター（映画番組）

## 終了した番組

### 自社制作番組
- 岐阜放送!あなたの出番です - 1971年10月4日開始。月・水・金正午からの60分生ワイドショー。当時の「県民総タレントを目指す」という、局のコンセプトに即した番組のひとつで、司会者・アシスタントは公募。
- GBSニュースレーダー
- GBSカメラ・ルポ
- 岐阜ズームエリア
- くらしのメモ
- 夢ゆめ情報
- ふれあい最前線
- 岐阜日日きょうの編集デスク
- 岐阜新聞きょうの夕刊デスク
- みの・ひだ愛ランド Tanto
- みの・ひだ!
- パッチぐぅ〜
- パッチぐぅ〜☆パチンコのススメ
- Weらぶらぶ増刊号
- 坂本ちゃんのUHF
- 坂本ちゃんねる
- 忙中閑談
- あすを拓く岐阜県の企業
- ちょっといっぷく
- 7th BALL
- テクノで家づくり
- あすの住まい展
- ワイドぎふ8時のひろば
- カラオケ天国
- 輝け!大賞 カラオケのど自慢
- チャレンジ!歌謡キング
- カラオケチャンピオン お店対抗歌合戦
- カオラオワンポイントレッスン
- ヤンヤン歌うスタジオ
- 長良川歌謡祭
- 第8回 知事杯争奪岐阜県ママさんバレーボール
- ママさんバレーボール大会
- GBS杯争奪岐阜オープンボウリング選手権
- 多治見市選抜少年野球大会（録画中継）
- つボイノリオ金曜世間面白倶楽部
- 知事と共に夢トーク
- ハーイ拓さんの県政Q＆A
- 県政の窓
- 県政リポート
- 明日の岐阜
- わがふるさと
- ふるさと川は
- みんなの街・ぎふ
- 美しいぎふ
- あの日あの時
- 岐阜市政ガイド
- ぎふ発夢情報
- ぎふユニバーシティーストリート
- イベントガイド
- サイクルONサウンド
- 笠松競馬あすの展望
- BIKE情報'85
- 高校野球ハイライト'88
- 竜's clubポケットビリヤード
- はたちの献血チャリティーテレソン
- ミュージックスペシャル - プロモーションビデオ自体は自社制作ではない。
- 生放送・Mスペ キャロットステーション
- 放送新時代への幕開け（2005年4月1日）
- 道三まつり（2005年4月2日）
- 僕たちが見た奥飛騨の自然（2006年9月10日） - チューリップテレビとの共同制作番組。
- 飛騨の砂守（2007年1月28日） - チューリップテレビとの共同制作番組。
- カンガルーカップ国際女子オープンテニス2007・録画中継（2007年5月7日）
- 生活ニュース・チラシックパーク
- GUM!電波ジャックナイト
- THE検定★ぎふ100%
- いいもの見つけた倶楽部
- オレ達のWell歌夢
- 金曜世聞面白倶楽部 - 生放送のつボイノリオ出演の番組
- なるほど夢情報
- らぶらぶワイドぎふTODAY
- Weきゃん
- 飛騨美濃ナビ
- ぎふサイバーナビ
- 森の香り
- 風…薫る - 第3回以降はHD制作
- あの日あの時
- アンヨはじょうず
- 週末はシエスタ〜岐阜駅前生放送（2007年10月 - 11月）
- 若井敦子のここに人あり
- CARZONE TV
- あさかんTVぎふ一番
- モーニング情報ぎふ
- 夕がた屋テ! ※HD
- ここに人あり2008
- 人生演歌やで! ※HD
- 金曜ホットかんで!! ※HD
- ランチタイムニュース ※HD
- Weekly Fileぎふ ※HD
- ぎふ情報クリック! ※HD
- ぎふチャンワイド タワー43 ※HD
- 夢開けぎふ清流国体
- くろねこルーシー - 東名阪ネット6各局・札幌テレビ放送・TVQ九州放送との共同制作
- ぎふ情報バラエティ チャンス☆8
- 犬飼さんちの犬 ※HD・岐阜放送も製作委員会に参加
- マメシバ一郎 フーテンの芝二郎 - 東名阪ネット6各局・札幌テレビ放送・TVQ九州放送・とちぎテレビ・テレビせとうちとの共同制作
- 温泉女子 - 東名阪ネット6各局との共同制作
- 飛騨國テレビ - 2013年10月以降は『NEWS 5 PLUS』内で放送
- プチクッキング
- NEWS 5 PLUS
- Station!（ - 2019年10月4日）
- ぎふナビ!
- フォーカスぎふ
- 幸せのヒント（宗教番組）
- ゴォール!FC岐阜
- GO!GO!FC岐阜
- 走る男 THE FINAL - KBS京都・サンテレビ・三重テレビ・テレビ神奈川との共同制作
- ゴルフキャンプII
- ぎふ・オンライン
- 荒木とよひさの男の湯や番
- みらい創立キテミテ学校
- あいつの料理はテキトーに4、5分でザックリ作ってるのに、かなり美味い。
- 里歩き
- GO!GO!キューブマン
- ピックアップ!
- 光秀の歩き方
- 特別授業　学校と家庭での過ごし方～みんなで学ぼう!みんなで気をつけよう!～
- 【N】ぎふプラス
- Road to Bee 〜蜂たちの軌跡〜 - YouTube「ハニカムチャンネル」でも観覧できる。
- ママごはんTV＋（プラス）
- GO!GO!キューブチャン
- 鈴木ちなみの元気のみなもと～ちなみな～
- 昭和がらくた劇場
- 岐阜英明
- るみとバネの夢おいかけて♪
- クラシドTV
- ぎふスポ☆キッズ
- 情報ケチャップ〜Catch Up〜
- つなぐ～清流文化を未来へ～
- うちの米はぎふの米
- マイグラフ
- Golden Talk
- 岐阜朝日青年団がゆく!
- ちょっと真面目な麻のTV
- しばちゃんとクルマ
- 甘党男子のシュガースポット
- ◯◯をする流れ星☆たきうえ - お笑いコンビ「流れ星☆」の瀧上伸一郎が、大学生プロデューサーと共に飛騨高山を盛り上げるバラエティ番組。
- 高校野球　岐阜の夏　ダイジェスト（2021年夏の甲子園岐阜県代表の出場校決定まで2021年7月29日まで放送）
- 東海ろうきんpresents SMILE - 東海ろうきんが主催する「第53回岐阜県学童軟式野球大会」のチーム紹介をする特番
- 飛騨高山を満喫! 流れ星☆と太田唯のやるんやさ（2021/9/19）
- 日本ハンドボールリーグ 実況中継（2021/9/20）
- 第54回 日本女子ソフトボールリーグ 大垣大会（2021/10/16・17）
- 野田聖子大臣就任特番～こどもの目線　政策に～（2022/2/20）
- ぎふチャン開局60周年記念特番 Re MAKE　岐阜のまちづくりを考える（2022/1/4）
- 目指すは頂点 がんばれ!大垣日大（2022/3/17）
- 宝くじドカーンと1500万円スペシャル～岐阜版～（2023/5/12）
- 聖子・敦子・瑠々「私たち、まじめに女子トークします!」（2023/8/13）
- 西郷夏花火～特別なひと夏～（2023/8/28）
- 市民が主役・オール多治見のまちづくり（2023/9/17）
- 関信用金庫・創立115周年記念特別番組～刃物産業と共に115周年を迎えた関信用金庫～地元と語る未来ビジョン～（2023/9/18）
- 岐阜プラスチック工業 新春特別番組「ミライを掴む ～次世代型パッケージ工場 始動～」（2024/1/1）
- 新春対談 共に創る未来へ 慶應義塾大学 医学部 宮田裕章教授（2024/1/1）
- 名将　阪口慶三が紡ぐ言葉（2024/1/1）
- 令和5年度 岐阜県高校新人バレーボール大会 展望（2024/1/25）
- RIZIN LANDMARK8 ㏌ SAGA－完全版－（2024/4/4）- 佐賀県佐賀市のSAGAアリーナで開催された「RIZIN LANDMARK8」の模様を地上波初放送。
- NTTジャパンラグビーリーグワン2023-24　第12節（2024/4/6）- 長良川競技場で開催されるトヨタヴェルブリッツ×花園近鉄ライナーズの試合を生中継。
- 負けないで能登「キッチンカーにおもいを乗せて」（2024/5/17）
- 岐阜県議会 新・正副議長に聞く（2024/6/23）
- 甲子園出場特別番組 がんばれ!岐阜城北（2024/8/6）
- 医療の未来を探る ～全ては病める人のために～（2024/9/15）- 中部国際医療センター（美濃加茂市）を運営する社会医療法人厚生会の山田實紘理事長と、岐阜放送会長の杉山涼子が医療の未来について対談する番組。
- 第51回岐阜県秋季少年剣道錬成大会（2024/10/20）- 2024年9月16日に岐阜市のOKBぎふ清流アリーナで開催された「第51回岐阜県秋季少年剣道錬成大会」の模様を録画放送する。
- 仲間と共に新たな時代へ～岐商120年目の大同窓会～（2024/1/1）
- 新しい風（2024/11/3）
- バスケットボールB3リーグ　2024-25SEASON（2025/2/16）- OKBぎふ清流アリーナで行われた岐阜スゥープス×山口パッツファイブ戦を生中継
- MSK第1回交通安全チャリティーコンサート（2025/3/6）
- がんばれ!大垣日大 ～躍動せよ!シン世代～（2025/3/13）- 2025年3月18日に開幕する第97回選抜高等学校野球大会に、2年ぶり6度目の出場を決めた大垣日本大学高等学校硬式野球部について、監督・選手の決意や抱負などを紹介する番組。
- NTTジャパンラグビーリーグワン2024-25（2025/3/22）- 長良川競技場で行われた、第12節「トヨタヴェルブリッツ×三菱重工相模原ダイナボアーズ戦を生中継
- Valor group プレゼンツ 2025岐阜県ラグビー祭（2025/6/8）- 岐阜メモリアルセンター長良川競技場で行われた、2025年関東春季交流大会 Aグループ「早稲田大学対明治大学」の試合を録画中継で放送。
- 選ばれるまち大垣 第2ステージへ 石田仁大垣市長に2期目の抱負を聞く（2025/6/22）
- 岐阜県議会 新・正副議長に聞く（2025/6/29）- 岐阜県議会の新しい議長と副議長をスタジオに招き、議会運営への抱負など聞く。
- 中小機構“新”中部本部長に聞く!中小企業に伴走、高まる中小機構の役割（2025/7/13）
- 怪物作家〜彫刻家　天野裕夫のとある1日〜（2025/7/13）- 2018年6月から岐阜県瑞浪市の山奥に拠点を移し活動している彫刻家・天野裕夫の人物像に迫る番組。
- GBSTVニュース
- GBS TV NEWS
- NEWSぎふチャン

#### 地域情報
いずれもテレビ愛知制作。
- 三沢淳のわが街この人 -ぎふ情報スクエア-
- ひだ・みの ぎふと
- 匠の逸品 ※HD

など多数

### テレビ東京系列

#### バラエティ
- 三波伸介の凸凹大学校 - 同時ネットゆえ在名局より放送が早かった番組の代表例。
- 任天堂一社提供バラエティ（シリーズの途中からネット）
  - 64マリオスタジアム
  - マリオスクール
  - マジック王国
  - Mr.マリック魔法の時間
- この日本人がスゴイらしい。 Brand New Japan
- スキバラ
  - キンコンヒルズ
  - 極楽とんぼのこちらササキ研究所→こちらササキ研究所

山本圭一の不祥事により番組が休止となった2006年7月20日は、系列局と同様に『ガレッジ ワザーランド』を単発放送（当局では初回放送扱い）。また、最終回とその前週の回は独自の特番を組んだ関係で放送されなかった。
- ココリコミリオン家族（ゴールデンタイム時代のみ）※HD
- いきなり結婚生活
- 怒りオヤジ3
- 木村とご飯
- 給与明細（途中打ち切り）
- お茶の間の真実〜もしかして私だけ!?〜 ※HD
- Ya-Ya-yah ※HD
- 月曜エンタぁテイメント
- ハロー!モーニング。
- ド短期ツメコミ教育!豪腕!コーチング!!
- 〜空色グラフィティ〜君に会いたくて
- ソロモンの王宮
- 元祖!でぶや ※HD - 2005年10月 - 2006年9月までは同時ネットだった。
- 月10万円で豊かに暮らせる町&村
- 今夜もドル箱!!R
- 電撃!P-CAT - 放送途中で打ち切り。
- シックスハンター - テレビ愛知放送100回記念の特別番組扱い。
- たけしの誰でもピカソ ※HD
- ゴールデンスロット
- 地球街道 ※HD
- Hi! Hey! Say! ※HD
- ペット大集合!ポチたま ※HD
- 田舎に泊まろう! ※HD
- ウェルカムTV（日曜放送時代は未ネット）※HD
- 逆流!シラベルトラベル ※HD
- ピラメキーノG（2010年9月17日放送分をもって打ち切り） ※HD
- 世界を変える100人の日本人! JAPAN☆ALLSTARS ※HD
- ちょいとマスカット!
- 料理の怪人 ※HD
- やりすぎコージー（土曜深夜時代は未ネット。途中打ち切り）※HD
- 空から日本を見てみよう ※HD - 途中打ち切り
- スター姫さがし太郎 ※HD - 途中打ち切り
- おねだりマスカットSP!
- きらきらアフロTM - 途中打ち切り
- 解禁!暴露ナイト
- ドラGO!
- にっぽん!いい旅
- 超かわいい映像連発!どうぶつピース!!
- そうだ旅（どっか）に行こう。[注釈 32]
- トーキョーライブ22時
- 〜突撃!はじめましてバラエティ〜イチゲンさん（途中打ち切り）
- ウソのような本当の瞬間!30秒後に絶対見られるTV
- ヒャッキン!〜世界で100円グッズを使ってみると?〜
- 感涙!時空タイムス（テレビ大阪制作） ※HD
- 板東英二の美味!ニッポン（テレビ大阪制作）
- 手紙バラエティ 三丁目のポスト（テレビ大阪制作）※HD
- おとな旅あるき旅（テレビ大阪制作、番組自体は継続中）
- 今どき落語（BSテレ東制作）
- 暮らしに役立つ!家電の学校（BSテレ東制作）
- たけしのニッポンのミカタ!
- デカ盛りハンター（途中打ち切り）
- ポケモン☆サンデー[注釈 33]
  - ポケモンスマッシュ!（2011年3月に一時打ち切り、同年11月2日より再開）
  - ポケモンゲット☆TV
  - ポケモンの家あつまる?（途中打ち切り）
- 23時の密着テレビ「レベチな人、見つけた」
- 有吉の世界同時中継 〜今そっちどうなってますか?〜（2022年3月打ち切り）
- Snow Manが豪邸でシェアハウスしてみた
- ナゼそこ?（2022年3月打ち切り）
- 特別にカメラつけさせてください～取材禁止区域に潜入!
- 突撃!隣のスゴイ家
- モヤモヤさまぁ〜ず2※初期は、毎週（日） 19:00 - 19:54→（月）23:06 - 23:55　で放送。※HD・深夜時代は未ネット - 途中打ち切りされた。
- オズワルドの○○まで30秒です。
- 秋山ロケの地図
- あちこちオードリー〜春日の店あいてますよ?〜
- デカ盛りハンター
- 鈴鹿央士meets遠藤航リヴァプールに舵を切れ!（2024/8/31）
- 自Q自A ～過去の自分から問題です～（2025/3/14）
- タグづけ（2025/4/4）
- ブラマヨの関西198市町村に1週間住んでみた!（2025/4/29、5/6）※テレビ大阪制作
- 川島明の辞書で呑む（2024/3/10・2025/6/30）
- コヤブのみやげ話 ～街ブラのオチ、先にしゃべらせてもらいます～（2025/7/4）※テレビ大阪制作
- 野々村真夫婦がMSCベリッシマに乗船しクルーズ旅を満喫!（2025/7/21）

#### クイズ
- 和風総本家[注釈 34]（テレビ大阪制作）

#### 報道・ワイド
- ほのぼのワイド
- TXNニュースワイド11
- ワールドビジネスサテライト土曜版（同時ネット）
- E morning（同上、2010年9月30日をもって打ち切り）
- TXNニュース（日曜深夜分は2010年3月28日、土曜・日曜夕方分は2011年9月25日を以ってそれぞれ打ち切り）
- Newsモーニングサテライト（2020年7月3日打ち切り）
- ゆうがたサテライト[注釈 35]

#### アニメ・特撮
- 楽しいムーミン一家
- 姫ちゃんのリボン
- 赤ずきんチャチャ
- ケロケロちゃいむ
- ナースエンジェルりりかSOS
- 水色時代
- こどものおもちゃ
- 炎の闘球児 ドッジ弾平
- 新世紀エヴァンゲリオン
- キャプテン翼（同時ネット。ただしナイター時のみ、ナイターがオンエアか否かによらず翌週水曜18:30より時差ネット）
  - キャプテン翼（第4作）（シーズン2は未放送）
- 冒険王ビィト
  - 冒険王ビィト エクセリオン
- 甲虫王者ムシキング〜森の民の伝説〜
- 焼きたて!!ジャぱん
- ぱにぽにだっしゅ!
- ビューティフル ジョー[23]
- ハヤテのごとく!（第1期のみ放送）
- アイシールド21
- ポケットモンスターシリーズ
  - ポケットモンスター
  - アドバンスジェネレーション
  - ダイヤモンド&パール
  - ポケットモンスター ベストウイッシュ
  - ポケットモンスター XY
    - ポケットモンスター XY&Z

  - ポケットモンスター サン&ムーン
  - ポケットモンスター（2019年版）
- NARUTO -ナルト-
  - NARUTO -ナルト- 疾風伝[注釈 36]
  - BORUTO-ボルト- NARUTO NEXT GENERATIONS
- 牙狼-GARO-
- 超星艦隊セイザーX
- とっとこハム太郎
- ギャラクシーエンジェる〜ん
- ぷるるんっ!しずくちゃん
- ときめきメモリアル Only Love
- ケータイ捜査官7
- ヒカルの碁（本放送、2009年の『ヒカルの碁 セレクション』も同時ネット）
- 真マジンガー 衝撃! Z編
- スティッチ!（テレビ朝日版はメ～テレで放送）
- ライブオン CARDLIVER 翔
- テガミバチ
- 毎日かあさん（途中打ち切り）
- しゅごキャラ!シリーズ
- 銀魂（第1期のみ）
- FAIRY TAIL（テレビ東京系列と同時ネットだったが、放送時間変更と同時に途中打ち切り）
- BLEACH（途中打ち切り、『千年血戦篇』は未放送）[注釈 37]
- クロスゲーム
- ひめチェン!おとぎちっくアイドル リルぷりっ
- のりスタシリーズ（「MAX」まで）
- デュエル・マスターズシリーズ
  - デュエル・マスターズ ビクトリーV
  - デュエル・マスターズ ビクトリーV3
- おはコロシアムシリーズ（『おはコロアップ』まで）
- たまごっち!（第2期「ゆめキラドリーム」まで）[注釈 38]
- トレインヒーロー
- ダイヤのA（『actII』は未放送）
- イナズマイレブン（『アレスの天秤』及び『オリオンの刻印』は未放送）
  - イナズマイレブンGO
    - イナズマイレブンGO クロノ・ストーン
    - イナズマイレブンGO ギャラクシー
- 斉木楠雄のΨ難（第1期のみ放送）
- 妖怪ウォッチ
  - 妖怪ウォッチ シャドウサイド
  - 妖怪ウォッチ!
  - 妖怪学園Y 〜Nとの遭遇〜
  - 妖怪ウォッチ♪
- プリパラ（第89話からネット開始）[注釈 39]
  - アイドルタイムプリパラ
- けものフレンズ シリーズ
- 弱虫ペダル シリーズ
- ワンパンマン（第1期のみをテレビ東京での本放送終了後に放送）
- カードファイト!! ヴァンガードシリーズ（第1期のみテレビ愛知制作）[注釈 40]
- フューチャーカード バディファイトDDD（テレビ愛知制作）
  - フューチャーカード 神バディファイト
- トミカヒーロー レスキューファイアー（テレビ愛知制作）
- トランスフォーマー アニメイテッド（テレビ愛知制作）
- 超ロボット生命体 トランスフォーマー プライム（テレビ愛知制作）
- ヘイ!ヘイ!シュルーム（テレビ北海道制作）
- 最強武将伝 三国演義（テレビ大阪制作）
- ガールズ×戦士シリーズ[注釈 41]
  - ひみつ×戦士 ファントミラージュ!
  - ポリス×戦士 ラブパトリーナ!
- WAVE!!〜サーフィンやっぺ!!〜
- ウルトラマントリガー NEW GENERATION TIGA（他のウルトラシリーズは未放送）
- SPY×FAMILY Season 1
  - SPY×FAMILY Season 2

#### ドラマ
- 時代劇
  - 逃亡者 おりん ※HD
    - 逃亡者 おりん2

  - 密命 寒月霞斬り ※HD
  - 幻十郎必殺剣
  - 天下騒乱〜徳川三代の陰謀 ※HD
- ドラマ
- 最上の命医
- 30minutes鬼
- 下北GLORY DAYS ※HD
- 魁!セレソンDX
- おかわり飯蔵
- Xenos ※HD
- 嬢王 ※HD
- クピドの悪戯 虹玉 ※HD
- 週刊 赤川次郎 ※HD
- 水曜シアター9 ※HD・途中打ち切り[注釈 42]
- シネ通! ※HD・途中打ち切り
- モリのアサガオ ※HD
- 鈴木先生 ※HD
- モテキ ※HD
- 刑事吉永誠一 涙の事件簿
- 三匹のおっさん
- 終電ごはん
- まほろ駅前番外地
- マルホの女〜保険犯罪調査員〜
- 保育探偵25時〜花咲慎一郎は眠れない!!〜
- ノーコン・キッド 〜ぼくらのゲーム史〜
- セーラーゾンビ
- バイプレイヤーズ 〜もしも名脇役がテレ東朝ドラで無人島生活したら〜
- 神様のカルテ
- ドラマBiz
- ドラマプレミア10
- 珈琲いかがでしょう
- シェフは名探偵
- サイレント・ヴォイス 行動心理捜査官・楯岡絵麻（BSテレ東制作）
- 孤独のグルメシリーズ（Season2のみ未ネット）
- それぞれの孤独のグルメ
- らせんの迷宮〜DNA科学捜査〜
- 吉祥寺ルーザーズ
- 駐在刑事 Season3
- 赤いナースコール
- 嫌われ監察官 音無一六
- はんなりギロリの頼子さん
- 警視庁考察一課
- 自転車屋さんの高橋くん[注釈 43]
- ダ・カーポしませんか?
- 今野敏サスペンス 警視庁強行犯係 樋口顕 Season2
- ドラマ 花嫁未満エスケープ
- 晩酌の流儀 Season1（BSテレ東制作）
  - 晩酌の流儀　Season2
  - 晩酌の流儀3
- かしましめし
- さらば、佳き日
- やわ男とカタ子
- 記憶捜査3
- きのう何食べた? Season2
- 弁護士ソドム
- 週末旅の極意
- けむたい姉とずるい妹
- ゲキカラドウ2
- ブラックポストマン
- すべて忘れてしまうから
- ザ・タクシー飯店
- SHUT UP
- 絶メシロード season2
- みなと商事コインランドリー
  - みなと商事コインランドリー シーズン2
- ソロ活女子のススメ
  - ソロ活女子のススメ シーズン2
  - ソロ活女子のススメ シーズン3
  - ソロ活女子のススメ シーズン4
- ドラマ・パンパンパン　パンパンパン　パンパンパンパンパンパンパン（2024/2/12、3/14）
- ハイエナ
- ブラックガールズトーク
- 日常の絶景
- クールドジ男子
- 今野敏サスペンス 機捜235×強行犯係 樋口顕
- 沼オトコと沼落ちオンナのmidnight call 〜寝不足の原因は自分にある。〜
- ドラマ 地球の歩き方（テレビ大阪制作）
- ジャンヌの裁き
- 季節のない街
- パティスリーMON
- ダブルチート 偽りの警官 season1
- 量産型リコ -プラモ女子の人生組み立て記-
  - 量産型リコ -もう1人のプラモ女子の人生組み立て記-
  - 量産型リコ -最後のプラモ女子の人生組み立て記-
- こむぎの満腹記（2024/11/23 - 24）
- ナースが婚活
- RoOT / ルート オブ オッドタクシー
- Qrosの女 スクープという名の狂気
- 錦糸町パラダイス〜渋谷から一本〜
- 完全に詰んだイチ子はもうカリスマになるしかないの
- メンタル強め美女白川さん
- 財閥復讐〜兄嫁になった元嫁へ〜
- しょせん他人事ですから 〜とある弁護士の本音の仕事〜
- チェイサーゲーム
  - チェイサーゲームW
  - チェイサーゲームW2 美しき天女たち
- 月曜プレミア8
- 復讐の未亡人
- 夫を社会的に抹殺する5つの方法
  - 夫を社会的に抹殺する5つの方法 Season2
- ポケットに冒険をつめこんで
- くすぶり女とすん止め女
- 隣の男はよく食べる
- 真相は耳の中

#### 音楽
- 音遊人
- 音楽ば〜か（途中打ち切り）
- 洋子の演歌一直線
- ミューズの晩餐 My Song, My Life（制作局と同時刻だったが遅れネット。途中打ち切り）※HD
- JAPAN COUNTDOWN（途中打ち切り）
- 歌の楽園 ※HD
- サブちゃんと歌仲間
- ヤンヤン歌うスタジオ（最初の半年間は水曜 21:00 - 21:55に時差ネット→1978年4月以降は最終回まで同時ネット）
- 金曜7時のコンサート〜名曲!にっぽんの歌〜

#### スポーツ
- プロレスアワー
- 芹澤信雄・東尾理子のゴルフショウダウン
- 金子柱憲・高田純次ゴルフの王道
- 宮里藍のビッグゴルフ in USA
- メガスポ! ※HD
- 熱闘!ゴルフ向上委員会
- neo sports（2011年9月30日打ち切り）※HD
- 石川遼スペシャル RESPECT 〜ゴルフを愛する人々へ〜
- ゴルフの真髄
- ゴルフ大好き!神奈月が岐阜レディースオープンに参加してみた。[注釈 44]（2025/8/3）※テレビ愛知制作

#### 教養
- 経済ドキュメンタリードラマ ルビコンの決断 ※HD
- トコトンハテナ
- ソロモン流
- 池上彰の経済教室
- 日経スペシャル 未来世紀ジパング〜沸騰現場の経済学〜
- 石橋勝のボランティア21（テレビ大阪制作）※HD
- おばあちゃんの台所（テレビせとうち制作）
- 地球ゆうゆう紀行（BSテレ東制作）
- にっぽん原風景紀行（BSテレ東制作）
- ソクラテスのため息〜滝沢カレンのわかるまで教えてください〜
- 主治医が見つかる診療所
- 日経スペシャル 60秒で学べるNews
- おとなの超社会科見学（2024/11/4）※BSテレ東制作

#### 紀行
- 太川蛭子の旅バラ
- 水バラ
- おとな旅あるき旅（テレビ大阪制作、番組自体は継続中）
- おとなの嗜呑　冬の新潟　酒蔵巡り旅（2024/3/31）（BSテレ東制作）
- 赤井英和＆佳子夫妻の極上クルーズ旅（2023/8/13）（BSテレ東制作）
- 豆と奨の最高の休日JO1ダフルツアー（2025/7/17） - テレビせとうち制作

### テレビ東京系列以外

#### バラエティ
- パンチDEデート - 番組放送初期のみネット。
- ヤングおー!おー! - 1969年11月に中京テレビ放送からネット移行し、1973年3月まで放送。
- クイズバトンタッチ
- たかじん胸いっぱい - 途中打ち切り。後身の『胸いっぱいサミット!』は東海テレビで放送。
- やすきよの腕だめし運だめし
- クイズドレミファドン!
- ほんじゃに!
- 万田TV
  - 関口さん1
  - 関口さんII
- 白黒アンジャッシュ（2009年9月で打ち切り） ※HD
- いんぷろ…。（岐阜放送も製作に参加）
- キンさばっ!! -近所の裁き- ※HD
- 関ジャニ∞のジャニ勉 ※HD
- saku saku
- 欽ちゃんのニッポン元気化計画
- 雨上がり食楽部（関西テレビ制作）
- 業界用語の基礎知識 壇蜜女学園
- ボビー's スタジアム
- コス-1ぐらんぷり
- 超×D Music+
- EBiDAN
- 玉瀧光
- 玉ちゃん & ピエール瀧のイキモノ日本紀行
- ソリディーモの冠番組
- お笑いワイドショー マルコポロリ!（関西テレビ制作、途中打ち切り）
- 快傑えみちゃんねる（関西テレビ制作）
- フォトぶら※関西テレビ制作
- 勝手に応援!バラエティー ダレヤネン!DX（三重テレビ制作）
- ニュース女子 ※DHCテレビ制作、途中打ち切り）
- ええじゃないか。ふれあいたっぷり旅
- やすとものどこいこ!?（テレビ大阪制作）
- 恐竜くんの 地球だいすき!ダイナソー（キッズステーション・アニマックス制作）
- NON STYLE井上のバズらせJAPAN
- 山里亮太の宝塚男子になってもいいですか?
- やすとも・友近のキメツケ!※あくまで個人の感想です（関西テレビ制作）
- ダレヤネン!（2018年10月21日 - 2020年6月21日の第3日曜日に放送）
- 知っとる？中小機構 ～中小企業を応援～（2025/5/14）※中小企業基盤整備機構制作

#### アニメ
- キテレツ大百科（フジテレビ制作）
- ビーストウォーズ 超生命体トランスフォーマーシリーズ
- REIDEEN（2007年にWOWOWで放送）
- 封神演義 〜ナタクの大冒険〜（中国中央電視台）[24]
- アニメ・スポGOMI ワールドカップエキシビジョンマッチ編 ※日本財団海と日本プロジェクト広報事務局 主催、2022/3/13
- ハクション大魔王（1969年版）（フジテレビ制作）※2022年4月7日から2023年3月30日まで木曜 19:00 - 19:30に放送。第13話は未放送。
- ルパン三世 PART2（日本テレビ制作）
- めぞん一刻（フジテレビ制作）※2022年4月7日から2024年3月7日まで木曜 20:00 - 20:30に放送。
- スラムダンク（テレビ朝日制作）
- アイドルマスター（TBS制作、本放送はCBCで放送された為、実質再放送）
- タイムボカンシリーズ ヤッターマン（1977年版）（フジテレビ制作）

以下はUHFアニメ
- 魔法少女リリカルなのは（第1期のみ放送）
- あまえないでよっ!!シリーズ
- おくさまは女子高生
- 魔界戦記ディスガイア（幹事局 - 毎日放送、CBCでも放送）
- まもって!ロリポップ
- N・H・Kにようこそ!（幹事局 - チバテレビ）
- 僕等がいた（幹事局 - TOKYO MX）
- シゴフミ（幹事局 - チバテレビ）
- アニメスピリッツ（幹事局 - チバテレビ）
  - 純情ロマンチカシリーズ（第2期は『アニメスピリッツ』レーベル廃止後）
  - ストライクウィッチーズ
- ドルアーガの塔シリーズ（幹事局 - tvk）※HD
- Mission-E（幹事局 - テレ玉）
- Funny Pets Plus ※HD
- フルメタル・パニック? ふもっふ（2008年10月からの各局一斉再放送、幹事局 - テレ玉）
- ロザリオとバンパイア CAPU2 ※HD
- 空を見上げる少女の瞳に映る世界
- 神曲奏界ポリフォニカ クリムゾンS
- GA 芸術科アートデザインクラス（読売テレビ製作委員会参加）
- 真・恋姫†無双シリーズ ※HD
- ちびアニ劇場 ※HD
- B型H系 ※HD
- エリアス ちいさなレスキューせん ※HD
- パンティ&ストッキングwithガーターベルト ※HD
- これはゾンビですか? ※HD
  - これはゾンビですか? オブ・ザ・デッド
- 世界一初恋 ※HD
  - 世界一初恋2 ※HD
- 俺たちに翼はない ※HD
- デッドマン・ワンダーランド ※HD
- いつか天魔の黒ウサギ ※HD
- R-15 ※HD
- 真剣で私に恋しなさい!! ※HD
- マケン姫っ!シリーズ ※HD
- Another
- 未来日記
- 氷菓 - 県内が舞台となっていて後にぎふチャン独自で再放送が2回行われている[注釈 45]。
- うぽって!!
- えびてん 公立海老栖川高校天悶部
- 問題児たちが異世界から来るそうですよ?
- 生徒会の一存 Lv.2
- まおゆう魔王勇者
- デート・ア・ライブシリーズ（当局では2期まで放送。3期はテレビ愛知で放送され、4期以降は東海地方では未放送）
- RDG レッドデータガール
- Fate/kaleid liner プリズマ☆イリヤシリーズ（第4期は未放送）
- ブラッドラッド
- 勇者になれなかった俺はしぶしぶ就職を決意しました。
- 俺の脳内選択肢が、学園ラブコメを全力で邪魔している
- いなり、こんこん、恋いろは。
- のうりん - 県内が舞台となっていて後にぎふチャン独自で再放送されている。
- 風雲維新ダイ☆ショーグン
- 棺姫のチャイカ
  - 棺姫のチャイカ AVENGING BATTLE
- 東京ESP
- LOVE STAGE!!
- ワールドフールニュース
- 新妹魔王の契約者
- ISUCA
- 長門有希ちゃんの消失
- プラスティック・メモリーズ ※朝日放送テレビ制作
- トリアージX
- 純情ロマンチカ3
- 空戦魔導士候補生の教官
- アイドルマスター シンデレラガールズ
- 櫻子さんの足下には死体が埋まっている
- 対魔導学園35試験小隊
- 新妹魔王の契約者 BURST
- Go!Go!家電男子
- ハルチカ〜ハルタとチカは青春する〜
- ガヴリールドロップアウト
- ひそねとまそたん
- ゆらぎ荘の幽奈さん
- ちおちゃんの通学路
- 宇宙戦艦ティラミスシリーズ
- 蒼天の拳 REGENESIS
- 異種族レビュアーズ[注釈 46]
- SCARLET NEXUS
- どすこい すしずもう
- ブッチギレ!
- ヴィンランド・サガ Season1（本放送はNHK総合テレビ、2022年7月からTOKYO MXなどで再放送が行われた際にネット局が当局に変更された。当局では同年8月より放送）
  - ヴィンランド・サガ Season2
- 魔法使いの嫁 Season1（本放送はテレビ愛知、2022年10月からTOKYO MXなどで再放送が行われた際にネット局が当局に変更された）
  - 魔法使いの嫁 Season2
- 履いてください、鷹峰さん
- ゆるキャン△ Season1 （第3期は未放送）
  - ゆるキャン△ Season2
- やくならマグカップも
  - やくならマグカップも 二番窯

#### ドラマ
- アストロ球団 - この作品は過去にメ〜テレでも放送された。
- がんばれ!クムスン
- エーゲ海の恋
- パセリ（KBS京都制作協力）
- RHプラス（幹事局 - TOKYO MX）
- ケータイ刑事 銭形零 ※HD・再放送
- 19borders ※HD
- タンクトップファイター（毎日放送製作）
- 雷様剣士ダイジ
- 名奉行 遠山の金さん
- ドラマ うきわ ―他人以上、友達未満―（Paravi制作）
- 時代劇　剣客商売
- 闇を斬る!大江戸犯科帳

#### 音楽
- MUSIC TOMATO JAPAN
- SONY MUSIC TV - 年末特番の1回のみ。
- MutomaLIVE
- MUTOMA α（2008年1月9日よりtvkと同時刻放送）
- MU-GEN
- MUTOMA（tvkと同時刻放送（1週遅れ）、2009年4月途中打ち切り）
- 音楽缶#（2009年7月途中打ち切り）
- 音楽缶
- 平成歌謡塾 - メ〜テレでも放送されていた。
- 玲子の歌謡ステージ
- 演歌流行歌 ※HD
- MUSIC FOCUS
- 演歌百撰 - かつては金曜 24:15 - 24:45に放送されていた。
- お好み歌謡館
- うたかた
- MUSIC LAUNCHER[注釈 47]
- 唄声チャチャチャ（チバテレ制作）
- 谷本知美の演歌でワッショイ
- Kyoカラ・ok!（KBS京都制作）
- 歌う!セールスマン（千葉テレビ制作）
- 西川ひとみの歌日和（千葉テレビ制作）
- 玉ちゃんのいきいき青春歌謡塾（テレビ愛知制作）※HD
- キュピア〜HOLIDAY TV〜（途中打ち切り）
- 歌謡最前線（BS12 トゥエルビ制作）
- 藤原浩と鈴木和華の朝ナビ歌謡曲（テレ玉制作）
- 安藤みゆきと小桜舞子の歌の彩は（いろは）
- 激カラ♪スターチャンネル♪（三重テレビ製作）
- うたなび!※CBCテレビでも放送されている。
- カラなび歌謡曲（5:15 - 5:30）[注釈 48]
- 小桜舞子と川井智子の歌の彩は（（テレビ埼玉制作）

#### スポーツ
- 伝授!奥田流ゴルフ水平打法
- 続ゴルフ上達Q&A ※HD・2007年10月 - 11月は放送休止
- 杉原輝雄のゴルフ!ご意見番!!
- 原田伸郎のめざせパーゴルフIII
- 近鉄エキサイトアワー（KBS京都制作）
- 全日本プロレス マザー
- This Week in WWE
- Ride ON!
- キックボクシング「KNOCK OUT!」
- チーム大地のゴルフON&ON! 〜橋本大地のフェード最強論〜
- 村口史子のグッドゴルフ（チバテレ制作）
- 全国高等学校ラグビーフットボール大会（自社制作ではないが岐阜県代表の試合も差し替えで放送。かつては県大会決勝も自社制作していた。）
- 蛍原徹の真剣ゴルフ部!ホトオープン（2023/9/23）
- 里崎智也のゴルフ直球勝負!※（チバテレ制作）
- 塩谷育代のベストショット（テレ玉制作）

#### 紀行
- おんナビ - KBS京都のほか、テレ玉・チバテレビ・三重テレビ・BS11との共同制作。放送途中で打ち切り。
- 京のいっぴん物語 ※HD
- 京都甘党・ゼッピン
- 中島貞夫とめぐる 京都シネマ紀行
- 古瀬絵理の美酒と温泉 ※HD
- 四国遍路寺〜同行二人 ※HD
- お伊勢さん
- とちぎ発!旅好き!
- アジア隠れ家紀行
- 超特急と行く!食べ鉄の旅　タイ編(再放送)『鉄道チャンネル』制作。
- 超特急と行く!食べ鉄の旅～マレーシア編～
- 近江風土紀 ※びわ湖放送製作
- 田中律子の大人の夏休み!※2023年8月20日（日）20:00 - 20:30放送。三重テレビで、同年8月19日（土）18:30 - 19:00放送。
- おとなの嗜呑～極上ボルドーワイン・絶品のアテと共に※ BSジャパネット制作（2024/1/20）
- 灯台を讀む ～小説家たちが照らす 灯台の未来～※BS朝日制作（2024/1/21）
- 川中美幸＆松原のぶえが行く 贅沢クルーズ旅（2024/2/10）
- カミナリの旅チャリ!※とちぎテレビ制作
- 旅猫ロマン※旅チャンネル制作

#### 趣味
- 新車情報
- 新車ファイル クルマのツボ ※HD
- パチンコのトラ
- 夜美女
- セクシーパチンカー LOVE WING
- 近未来回胴伝説 ガチスロ
- パチンコ・パチスロ・エンタメ情報 ｢パチFUN!｣
- Car Xs With NAPAC ※とちぎテレビ制作
- シネマラテ
- 宝塚カフェブレイク（TOKYO MX制作）
- 岡崎五朗のクルマでいこう!（tvk制作）

#### 教養
- 比叡の光
- パペットマペットのサイエンスでしょ!?
- ハーベストタイム
- いのちの泉
- 健保連のすこやかさん（東海テレビと重複ネット）
- 佐藤しのぶ 出逢いのハーモニーIII
- GLOBAL VISION
- 西国三十三所 観音巡礼 祈りの旅 ※三重テレビ・びわ湖放送・京都放送[KBS京都]・サンテレビ・奈良テレビ・テレビ和歌山・BS11との共同制作
- 宝刀（たからのかたな）～日本人の魂と技～
- 舞妓みらくる（KBS京都制作）
- 京都建築探偵団（KBS京都制作）
- みやびにニッポン〜体験!伝統芸能と和のグルメ〜 ※Amazon制作
- 祈り〜神と仏と〜（三重テレビ制作）
- 京職人手帖 ※KBS京都制作。
- 豊岡から世界へ　～劇作家・平田オリザの挑戦～（サンテレビ制作）
- 羽ばたけ。名古屋文理大学（三重テレビ・名古屋文理大学共同制作）
- 氏神さま〜私たちの身近な祈り〜（三重テレビ制作）
- まち・音物語（三重テレビ制作）
- にっぽんの道（三重テレビ制作）
- 丸山桂里奈のチャレンジSDGsミニ（2023/9/18）（テレビ愛知制作）
- 丸山桂里奈のチャレンジSDGs（2023/9/24）（テレビ愛知制作）
- 明日に向かって切れ!～理容女子の挑戦～[25]（2024/2/23）（南海放送制作）
- NINJA〜忍び者の生きる道〜（三重テレビ制作）
- THE仕事人〜おとなの社会科見学〜（2024/9/16）（BSJapanext制作）
- 俺たち地球散髪家 ～予想だにしなかった仕事との出会いで人生が花開いた人々～（2025/4/19）

#### 情報
- ニッポン早わかり
- Just Japan Plus ※HD
- ブルームバーグテレビジョン（日本語放送終了に伴い、2009年3月で打ち切り）
- 話題のひととき
- タイム・アイ
- 霞ヶ関レポート
- 明日への選択
- 明日への希望
- コンパスU

#### ハイビジョンで放送された特別番組（テレビ東京系以外）
KBS京都
- Kyoto Prestige（2005年9月3日）
- ドイツ・未来への旅（2005年12月30日）
- ジローラモのチョイ不良おやじ京都を行く〜イタリア男・買い倒れ京都旅〜（2006年9月3日）

三重テレビ放送
- 飛翔〜多度カントリーの挑戦〜（2005年10月10日）
- 時を紡いで〜遷宮・木曳の記録〜（2006年7月18日）

札幌テレビ
- 光の大地フィンランド オーロラは時を越えて（2006年7月2日）

北信越フジネットワーク系列4局制作
- 北信越行楽マップ2006〜行きた〜い!夏休みとっておきの旅〜（福井テレビを除く北信越のFNS系列4局（石川テレビ・富山テレビ・長野放送・新潟総合テレビの共同制作）2006年7月18日）

など多数

## 岐阜新聞と中日新聞
岐阜放送の親会社である岐阜新聞と中部日本放送（CBC）・東海テレビ（THK）・東海ラジオ（SF）の関係会社である中日新聞は岐阜県下では競合関係にあり、激しい部数拡張競争を繰り広げていることから一般に不仲といわれる（それでも、東海ラジオ放送の前身であるラジオ東海〈旧・岐阜放送=当項のとは全く別〉は中日新聞の前身である中部日本新聞と岐阜新聞の前身である岐阜タイムスの合弁企業であった。また、テレビ愛知とFM岐阜には中日新聞と岐阜新聞が共に出資している）。この関係は、過去に中日ドラゴンズの監督交代劇の際、岐阜県内での中日新聞の拡販政策絡みで岐阜県出身者を登用する動きがあると他社マスコミに報じられたこともあった程の特異性を持つ。その影響は以下の例にも現れている。

### 番組表の扱い
岐阜県内において約6割のシェアがある中日新聞岐阜版のテレビ欄では、テレビ愛知（TVA・中日新聞系）が標準サイズ（NHKテレビなどと同じ大きさ）で載っているのに対し、岐阜放送テレビは欄下の1/3サイズになっている（表記は「ぎふチャン」となっている。中日新聞長野県版にも小サイズで載せていたが、2021年現在は在名5局及びテレビ東京と同様ハーフサイズで掲載されている。ちなみに中日新聞三重版の三重テレビ（MTV・中日新聞系）は、標準サイズでテレビ欄の中央に載っている。
なお、1980年代ごろまで（地上波のみだった時代）は、愛知・三重県向けの朝刊ではテレビの番組表は三重テレビと同列でハーフサイズ、ラジオに至っては極小サイズで、夜間（17時から深夜の放送終了時=当時24:30まで）のみの収録にとどまっていた。その後テレビの多チャンネル化や、テレビ放送の全日体制復帰により、番組表の配置も解説コーナー付近のハーフサイズに変更。ラジオも日中の番組（一部除く）を収録するようになり、愛知国際放送・Radio-iが廃止となった2010年10月1日から愛知のみクォーターサイズに昇格した（岐阜・愛知・長野県版にて掲載。三重・滋賀県版は夕刊のみ掲載）。
これに対して岐阜放送の親会社である岐阜新聞は、岐阜放送は中央に標準サイズで、テレビ愛知は右端にハーフサイズで載せている。なお、三重テレビは中面のBSデジタルやラジオの欄に載っている。2005年12月頃になってデジタル7チャンネルの分も掲載された。

### 野球中継（主に中日ドラゴンズ戦）について
1970年代には地方開催に限りゲーム中日主催ゲームを独立局間ネット放送した例があり、1976年4月8日には草薙球場での対阪神タイガース戦の放送事例がある（テレビ神奈川の制作で、サンテレビ・近畿放送・テレビ和歌山・三重テレビでも放送）。
1987年から数年間、1980年代にはナゴヤ球場（後にナゴヤドームで開催、現在の地方主催も浜松球場など）の中日主催ゲームをCBCが放送できない場合、実制作をCBCが行い、岐阜放送が代わりに放送する形で「ドラゴンズスペシャルナイター」と題して同局で地元の企業・団体の協賛を得て放送していたが、後にCBCやドラゴンズの親会社である中日新聞による岐阜放送への放映権譲渡拒否か、岐阜放送の親会社である岐阜新聞側による返上かは不明だが、CBC制作による岐阜放送での放送は1990年代に行われた岐阜長良川球場での広島東洋カープ主催の対中日戦に限られることになった。現在はCBCが編成の都合上放送できない場合は東海テレビ、三重テレビ（中継担当は原則として東海テレビだが、極稀にCBCの場合あり）、NHK名古屋放送局（地域情報番組枠が組まれる金曜日のみ放送可能）に放映権を譲渡している。
以後はtvk（神奈川新聞系でメ〜テレと業務提携関係あり）制作の対DeNA戦やサンテレビ（神戸新聞系）制作の対阪神戦の中継、TOKYO MX（TOKYO FM系）制作の対ヤクルト戦（神宮）を放映するのみとなっていた（詳しくはぎふチャン ダイナミックナイターの項を参照）。また、岐阜ラジオにおいてはスポーツニュースで結果を放送する際に「中日」とは言わず「ドラゴンズ」として放送している。監督の記者会見などを流す際も「中日」という言葉の部分をわざわざ編集でカットしているほどである。但し、岐阜放送・岐阜新聞ともweb上の文章では「中日」を使用している。なお、三重テレビ（MTV・中日新聞系）では2017年現在でも東海テレビ制作分の一部（年度によりCBC制作分もの一部も）を譲り受けて放送している（→三重テレビナイターの項を参照）。
なお、2005年よりテレビ東京（TX）が、巨人戦の中継を本格的に取り組んだことから、岐阜放送でも巨人戦を放送する機会が増えている。2006年は中日戦、巨人戦共に6試合（巨人戦は主催2試合含む）、その他1試合を放送した。中日戦中継の減少が著しい中、巨人戦中継の割合が増えている。ただし、巨人戦中継の今後は、TXの動向次第である。なお、2007年9月6日はテレビ東京をキーにナゴヤドームの中日vs巨人戦の中継が全国ネットで行われたが、かつてのCBCの時とは異なり中日の資本ではないテレビ東京からの購入となるため、岐阜放送での放送が実現するか注目されていたが、結局ネットされなかった。2007年の日本シリーズ・日本ハム対中日戦をテレビ東京系列で2試合（第2試合=札幌ドーム、第5試合=ナゴヤドーム）放映するが、岐阜放送でも2試合とも放映し（ナゴヤドームからの中継は岐阜放送では史上初）、中日の53年振りの日本一胴上げの瞬間を生中継した。
高校野球の甲子園での岐阜県代表試合を朝日放送テレビからネットしていた時期があった。甲子園球場の朝日放送テレビの放送席で伊藤伸久アナが実況したこともあった。

### 放送局への出資
テレビ愛知（TVA、本社・愛知県名古屋市中区大須）は日本経済新聞と中日新聞が主要株主であるが、岐阜放送の親会社、岐阜新聞も株主の一員となっている。FMわっち、FM PiPiにおいても中日新聞・岐阜新聞両社提供の定時ニュースが配信されている。また、2014年3月まで岐阜エフエム放送（Radio80）（当時の社名。現在はエフエム岐阜）にも両社ニュース配信が行われていたが、2014年4月以降は中日新聞に一本化された。
2010年代に入り、中日新聞が岐阜放送に資本参加したため、小規模経営のコミュニティFMを除く東海3県のラジオ局で中日新聞資本がないのは岐阜県をエリアとするエフエム岐阜と、木下工務店グループで当初InterFM名古屋支社が運営し、2016年8月に分社・独立（放送免許承継は12月から）したRadio NEOのみとなった（エフエム岐阜の前身である岐阜エフエム放送では中日資本があったが、再建後はエフエム愛知を通じた間接的関係となった）。

### 高橋尚子杯ぎふ清流ハーフマラソン
「高橋尚子杯ぎふ清流ハーフマラソン」は、中日新聞の主催ながら、2012年の第2回目より岐阜新聞と岐阜放送も後援している（なお、第2回まで中部日本放送が後援、2013年の第3回以降はテレビ愛知の後援となっている）。
- 岐阜放送での放送は2012年の2回目からでCBCの協力の元岐阜放送にて生放送、CBCテレビでは岐阜放送協力の元同日深夜に録画放送された（制作は各局独自）。
- 2013年の第3回大会の模様はテレビ愛知（共同制作）・BSジャパンで15:00 - 16:00に同時録画放送された。実況、レポートはテレビ愛知アナウンサーが担当した。
- 2014年の第4回大会の模様は共同制作局のテレビ愛知と同局は15:00 - 15:55にて録画放送を行い、BSジャパンでは26:05 - 27:00に録画放送された。この回はテレビ愛知アナウンサーに加え、同局から尾藤すみれがレポーターとして参加した。
- 2017年の第7回大会もテレビ愛知との共同制作体制となるが、前年7月にテレビ愛知アナウンサーが減員し、1名（岡田愛マリー）しか派遣されなかったことにより、実況を同局で番組を持つフリーアナウンサーの吉村功（元東海テレビアナウンサー）が担当した。

## 人材交流
岐阜放送は岐阜新聞社の関連会社で、また報道協定を結んでいることから、岐阜放送のアナウンサー、記者などが岐阜新聞に出向する例も珍しくない。
出典 

## アナウンサー

### 男性
- 伊藤伸久
- 加藤義久
- 平工靖也
- 桝田健生（NTB所属）　（2025年 - ）

### 女性
- 東千晴
- 小沢典子
- 藤村恵理
- 永田楓（NTB所属）（2025年 - ）

### 過去に在籍したアナウンサー

#### 男性
- 横堀義郎
- 河村研二
- 島田充孝
- 本地洋一 - 報道部チーフアナウンサー兼解説委員、1972年 - 2015年3月まで、2019年10月よりパーソナリティとして現場復帰。
- 神田卓朗 - 2001年まで。
- 熊田力三 - 1975年 - 2006年。
- 鈴江晴彦
- 滝本真 - 元北日本放送。家業を継ぐために退社。
- 柘植忠司 - 1996年 - 2001年。山口朝日放送。
- 野口晃一郎 - フリーライター。
- 坊農秀治 - 1995年 - 1998年。三重テレビ放送。
- 若山貴嗣 - 岐阜市議会議員。
- 瀬口拓朗 - 2009年 - 2012年。
- 古田直也
- 関陽樹 - 秋田テレビ→北陸朝日放送→群馬テレビ→びわ湖放送
- 吉岡伸剛 - 2013年 - 2015年。テレビ岩手。
- 佐々木遼平
- 安井怜介 - 2020年4月退社。Sports Zone所属のフリーアナウンサー。
- 藤井裕生 - 2024年3月退社。山口朝日放送アナウンサー。

#### 女性
- 小倉理恵 - フリーアナウンサー、源石和輝東海ラジオアナウンサー夫人
- 加藤潤子
- 河村たか子
- 後藤真弥
- 古林千明 - 2007年まで。
- 角令子 - 退職後はNTBに所属し、メ〜テレ→NHK岐阜放送局契約アナウンサー。
- 高木恵子 - 岐阜放送記者。
- 高相祐子 - 2008年3月まで。
- 神保絵利子 - 岐阜新聞社編集局生活文化部副部長。
- 浅井美幸 - 2024年4月から岐阜放送で再び、フリーアナウンサーとしてニュースを担当（主に週末の午後）している。
- 渡邉晴子
- 西尾未来子
- 中辻景子 -  2018年12月退社
- 下岡陽子 - 元富山テレビ放送・東海ラジオ放送（契約）アナウンサー、2019年3月退社
- 髙橋すみれ - 2019年3月退社
- 尾藤すみれ - 産休後、名古屋支社営業部へ異動
- 兵藤遥陽（ぎふチャン在職時はNTB所属） - 2020年3月退社後は北陸放送アナウンサー。
- 澤茂奈実 - 2023年5月退社
- 松本結花 - 2023年10月 - 2024年3月?
- 白井友理 - 2025年3月退社?
- 仁田尾美菜（ぎふチャン在職時はNTB所属） - 2024年4月-2025年3月。退社後は鹿児島讀賣テレビアナウンサー。
- 辻（高井）実枝 - 美濃加茂市議会議員
- 高橋和枝 - 岐阜市議会議員

### 主な番組契約アナウンサー
- 現在
  - 吉村功 - 元東海テレビ放送アナウンサー。スポーツを主に担当。2007年度より夏の高校野球・岐阜大会生中継の実況アナウンサー）。
- 過去
  - 篠田陽子（Weekly Fileぎふ）